# 60
El año 60 (LX) fue un año bisiesto comenzado en martes del calendario juliano, en vigor en aquella fecha.
En el Imperio romano, era conocido como el Año del consulado de César y Léntulo (o menos frecuentemente, año 813 Ab urbe condita). La denominación 60 para este año ha sido usado desde principios del período medieval, cuando el Anno Domini se convirtió en el método prevalente en Europa para nombrar a los años.

## Acontecimientos
- 10 de febrero: en el mar Mediterráneo, según una tradición cristiana del siglo V, basada en el relato descrito en el libro griego Los hechos de los apóstoles (escrito hacia el año 100 d. C.), en esta fecha, san Pablo de Tarso ―quien viajaba rumbo a Roma― naufraga en la isla de Malta. El texto menciona que, durante su estancia de tres meses, san Pablo habría convertido al cristianismo al gobernador romano Publio. Sin embargo, este hecho no se encuentra registrado en ningún documento histórico romano. Aunque los cristianos conmemoran este evento, no se conoce la fecha exacta en la que habría ocurrido la leyenda relatada.
- En la actual Alemania, Boudica unifica a las tribus celtas británicas en una revuelta, junto con los cornovios, los durotriges y los trinovantes.
- En las islas británicas, los rebeldes derrotan a la Legio IX Hispana y destruyen la capital Camulodunum (actual ciudad de Colchester, 91 km al noreste de Londres).
- Boudica saquea Londinium (Londres) y Verulamium (St Albans) matando a miles de civiles.
- Según textos escritos varias décadas más tarde, san Pablo de Tarso escribe la mayoría de sus «cartas paulinas».